# Spiros Markiezinis
Spiros Markiezinis (gr. Σπυρίδων Μαρκεζίνης; ur. 22 kwietnia 1909 w Atenach, zm. 4 stycznia 2000 tamże) – grecki prawnik i polityk, premier Grecji (1973), minister bez teki (1949).

## Życiorys
Był synem prawnika i polityka Wasiliosa Markiezinisa (1862-1942) i Flory.  W roku 1929 ukończył studia prawnicze na uniwersytecie ateńskim, a w kolejnym roku studia z zakresu nauk politycznych. Po studiach rozpoczął pracę w wyuczonym zawodzie, jako doradca prawny. W 1946 uzyskał po raz pierwszy mandat deputowanego do parlamentu, współpracując z Partią Ludową. W 1949 objął stanowisko ministra bez teki w rządzie Temistoklisa Sofulisa. W czasie sprawowania przez niego urzędu został oskarżony o udział w przemycie walut, ale sąd uniewinnił go od stawianych zarzutów.
Od 1952 związany z ugrupowaniem Aleksandrosa Papagosa, które reprezentował w kolejnych kadencjach parlamentu. W 1952 objął stanowisko ministerialne w rządzie Papagosa, zajmując się w nim kwestiami gospodarczymi. W 1954 doszło do konfliktu Markiezinisa z Papagosem, w wyniku którego Markiezinis podał się do dymisji i zakończył współpracę z Papagosem. W lutym 1955 utworzył własne ugrupowanie polityczne Partię Postępu i w wyborach 1958 uzyskał mandat deputowanego. W kwietniu 1959 jako pierwszy grecki polityk złożył wizytę w ZSRR, gdzie spotkał się Nikitą Chruszczowem i Anastasem Mikojanem.
W 1973, w okresie dyktatury czarnych pułkowników pełniący urząd prezydenta Jeorjos Papadopulos zdecydował się zliberalizować system polityczny i polecił Markiezinisowi utworzenie rządu, który miał doprowadzić do wyborów parlamentarnych w lutym 1974. Rząd Markiezinisa zniósł stan wyjątkowy, wprowadził amnestię dla więźniów politycznych i zniósł cenzurę. Demonstracje organizowane przez studentów doprowadziły do ataku wojska na budynki Politechniki Ateńskiej. Markiezinis przyjął na siebie odpowiedzialność za zaistniałą sytuację, a wystąpienie gen. Dimitriosa Joanidisa zmierzające do obrony reżimu przekonały Markiezinisa do dymisji rządu. W 1979 Markiezinis próbował powrócić na scenę polityczną, reaktywując Partię Postępu, ale bez sukcesów. Po raz ostatni uczestniczył w wyborach do Parlamentu Europejskiego w 1984, nie zdobywając mandatu.
Był żonaty (żona Ieta z d. Xydis), miał syna Wasiliosa.